# Compostela (Cebu)
Pour les articles homonymes, voir Compostela.
Compostela est une municipalité de la province de Cebu, au nord-est de l'île de Cebu, aux Philippines.

## Généralités
En 1844, commence l'installation d'une petite administration. L'agglomération devient municipalité en 1919.
Elle est entourée des municipalités de Lilao au sud, Danao au nord, Cebu à l'ouest et de la Mer des Camotes à l'est.
Elle est administrativement constituée de 17 barangays (quartiers/districts/villages) :
- Bagalnga
- Basak
- Buluang
- Cabadiangan
- Cambayog
- Canamucan
- Cogon
- Dapdap
- Estaca
- Lupa
- Magay
- Mulao
- Panangban
- Poblacion
- Tag-ube
- Tamiao
- Tubigan

Sa population en 2019 est d'environ 50 000 habitants.